# Papergames
Papergames (暖暖游戏), aussi connu sous le nom de Suzhou Nikki Co Ltd (苏州叠纸网络科技有限公司) est un studio de développement de jeux mobiles chinois fondé en 2013 par Yao Runhao. L'entreprise se spécialise dans la production de jeux à destination d'un public féminin.
Deux de ses jeux, Love Nikki-Dress Up Queen! et Mr Love: Queen's Choice, ont passé la barre des 100 millions d'utilisateurs dans le monde.

## Historique

### Lancement
En 2012, Yao Runhan est un jeune diplômé en économie de l'Université Waseda de Tokyo. Observant que les jeux les plus populaires de l'App Store ont alors été créés par des groupes d'une à trois personnes, il décide de se lancer dans l'aventure et de créer son propre jeu. Il se positionne sur le créneau du jeu d'habillage, alors peu occupé, et trouve des personnes sur un forum pour faire un jeu avec lui,. C'est ainsi que sort Nikki UP2U: A dressing story. Les jeux de l'App Store étant disponible internationalement par défaut, l'équipe décide de le traduire en anglais et en japonais, en plus de la version chinoise. Le jeu sort finalement en décembre 2012.
En 2013, Yao Runhan retourne à Suzhou, sa ville de naissance, et fonde Suzhou Diezhi Network Technology Co., Ltd — renommée par la suite Suzhou Nikki Co Ltd— avec six autres personnes,. C'est ainsi qu'en juillet 2013 paraît Nikki UP2U World Traveller.
En 2014, l'équipe atteint quinze personnes et déménage à Shanghai.

### Croissance
En 2015, après un appel à financement, 150 millions de yuans. Oriental Xinghui, une filiale d'Orient Securities, est le principal investisseur, suivi de Songcheng Performing Arts. La valorisation de la société dépasse alors 1 milliard de yuans,. C'est également en 2015 que sort le troisième de l'entreprise, Love Nikki-Dress Up Queen!, qui, comme ses deux prédécesseurs est un jeu mobile d'habillage. 
Pendant les deux années qui suivent, la société ne lance pas de nouveau jeu. Puis, fin 2017, Mr Love: Queen's Choice sort et devient rapidement le plus grand succès de l'entreprise. C'est le premier jeu qu'elle réalise à ne pas faire partie de la série Nikki ; il est cependant lui aussi destiné à une audience féminine. À sa sortie, il se hisse au sommet des téléchargements de l'App Store en Corée du Sud. La publicité sur laquelle se repose principalement l'entreprise est l'auto-propagation, bien que quelques spots publicitaires soient diffusés. Le chiffre d'affaires de 2017 dépasse les 350 millions de yuans.
En février 2018, l'entreprise emploie environ 220 personnes, selon un rapport de visite du média Entertainment Capital. Environ 150 employés de la société sont des femmes, soit près de 70 % de l'effectif total. Le département marketing ne compte que quatre personnes, dont deux jeunes diplômés. L'équipe du projet Mr Love: Queen's Choice est composée d'une trentaine de personnes.
En 2019, la société dépasse les 600 employés et déclare vouloir agrandir son effectif à 1000 personnes pour la fin de 2020. Shining Nikki, quatrième jeu de la série Nikki et cinquième jeu de l'entreprise paraît en août, après trois ans de développement. C'est le premier jeu de l'entreprise réalisé en 3D, ce qui a nécessité une mise à niveau technique et justifié l'augmentation des effectifs.
En 2022, le studio annonce travailler sur un nouveau jeu, Infinity Nikki. Pour la première fois, il ne s'agit pas exclusivement d'un jeu mobile, mais également d'un jeu pour ordinateur, PlayStation 4 et PlayStation 5. C'est également le premier projet du studio pour un jeu en monde ouvert. Pour la conception de ce jeu, la firme embauche le japonais Kentaro Tominaga, connu pour son travail sur les jeux de la série Zelda et notamment Breath of the Wild, au poste de directeur exécutif,.

## Jeux
- Nikki UP2U: A dressing story, 2012[4] ;
- Nikki UP2U World Traveller, 2013[4] ;
- Love Nikki-Dress UP Queen!, 2015[7] ;
- Mr Love: Queen's Choice, 2017[8] ;
- Shining Nikki, 2019[14] ;
- Infinity Nikki, 2024[13].